# Щитомордник Никольского
Щитомордник Никольского (лат. Gloydius caucasicus) — вид ядовитых змей семейства гадюковых. Ранее считался подвидом обыкновенного щитомордника.

## Внешний вид
Змея средней толщины с общей длиной тела до 66 см. Верхнегубных щитков 7—8, редко 9. Вокруг середины тела 23, редко 25, рядов чешуй. Брюшных щитков 142—169, подхвостовых — 31—46 пар. Тело покрыто 33—42 тёмными поперечными полосами шириной 4—6 чешуй, доходящих до третьего снизу ряд чешуй.

## Распространение и среда обитания
Обитает в юго-восточном Азербайджане, северном Иране (Эльбурс и Копетдаг), южном Туркменистане (Копетдаг) и северо-западном Афганистане до севера Герата.
В Азербайджане распространён в горно-лесном поясе Талышских гор, горно-ксерофитной степи Ярдымлинской, Деманской и Диабарской межгорных котловин и в южной части Ленкоранской низменности. В Туркменистане занимает степеподобные участки среднего пояса гор и древесно-кустарниковые и травянистые заросли на склонах Западного и Центрального Копетдага.

## Численность и охрана
Кидов, Бунятова и Искандеров предлагают считать щитомордника Никольского естественно редким видом в Азербайджане, где основной угрозой видят уничтожение местообитаний, и предлагают включить его в Красную книгу Азербайджана как уязвимый вид. Охраняется в Гирканском национальном парке и Зувандском заказнике. 
В Иране, как отмечают Асади с соавторами, популяции этого вида снижают свою численность из-за развития сельского хозяйства, перевыпаса скота, прямого уничтожения змей местными жителями и туристами, смертности на дорогах и вылова для получения яда. По оценке этих авторов 37.8 % подходящих местообитаний в стране находятся в пределах различных охраняемых территорий.
В Туркменистане считается немногочисленным.

## Филогения
Является сестринским таксоном по отношению к кладе, включающей Gloydius caraganus и Gloydius rickmersi, от которой он отделился в раннем плейстоцене около 1,89 млн лет назад. Дальнейшая диверсификация внутри вида началась в среднем плейстоцене и привела к образованию четырёх клад: около 1,25 млн лет назад выделилась клада, включающая популяции Копетдага и восточного Эльбурса, около 1,09 млн лет назад отделились популяции западного Эльбурса и Азербайджана, а около 680 тыс. лет назад разошлись клады из центрального Эльбурса и из центрального Мазендерана и национального парка Лар.